# 曾有瀾
曾有瀾（1874年—？）江西省长宁县（今寻乌县）人，清朝及中华民国政治人物、法学家。

## 生平
曾有瀾生于清朝同治十三年（1874年），日本早稻田大学专门部法律科毕业。
中华民国成立后，1912年4月曾有澜任北京临时参议院议员。1912年4月，曾有澜和汤化龙、郑万瞻、汪荣宝等立宪派议员号召重选议长，最终中国同盟会籍的原南京临时参议院议长林森落选。此后，曾有澜任第一届国会众议院议员。1912年9月，曾有澜当选共和党籍第一届江西省众议员。1913年9月，袁世凯派梁士诒组织公民党，曾有澜、叶恭绰等人为该党骨干，后来袁世凯以每月200元的津贴拉拢了200多名议员参加该党，袁世凯乃顺利当选中华民国大总统。后来，曾有澜加入梁启超担任领袖的进步党，但梁启超帮袁世凯进行独裁统治，曾有澜等该党重要成员与其争吵。
毛泽东1930年所作《寻乌调查》第四章第九节“寻乌的文化”中提到了曾有澜，称：
曾有澜（最先出外留学的，光绪年间去日本，法科毕业，在奉天、北京、湖北做法官，中山中学派曾捧他为假首领，三二五暴动失败房子被烧，现加入改组派）……曾是小地主，官费留学日本。

## 著作
- 曾有澜，论中国宪法不当规定孔教，宪法新闻1913年21期
- 〔日〕副岛义一，日本帝国宪法论，曾有澜、潘学海译，江西公立法政学堂，1911年